# The Classic Christmas Album
The Classic Christmas Album é uma coletânea de músicas natalinas da cantora estadunidense Barbra Streisand. Foi lançado inicialmente em 27 de setembro de 2013 pela Legacy Recordings e Sony Music Entertainment, com uma versão revisada lançada digitalmente alguns meses depois e fisicamente em 7 de outubro de 2014.
A produção ficou aos cargos de Didier C. Deutsch, Jeffrey James e Tim Sturges. Todas as canções incluídas foram retiradas dos dois álbuns de Natal, lançados previamente por Streisand, a saber: A Christmas Album (1967) e Christmas Memories (2001).
Respondendo positivamente à compilação, os críticos do AllMusic classificaram ambas as versões com três estrelas e meia de cinco.
Comercialmente, obeteve sucesso moderado, chegando ao número 95 da Billboard 200 e ao número dois na parada de sucessos Top Holiday Albums. Internacionalmente, apareceu na tabela semanal da República Checa, no número 93.

## Criação e lançamento
The Classic Christmas Album é uma coleção de canções previamente lançadas do catálogo de música de Barbra Streisand. A gravadora Legacy Recordings anunciou que lançaria álbuns de coleção de Natal de vários músicos, incluindo Streisand, Frank Sinatra, Johnny Mathis, Perry Como e Il Divo.
A compilação foi produzida por Didier C. Deutsch, Jeffrey James e Tim Sturges, enquanto Streisand, Mike Berniker, Robbie Buchanan, Jack Gold, William Ross e Ettore Stratta foram creditados como produtores das gravações originais.
A edição digital de 2013 apresenta fotografia diferente em relação ao lançamento original, além de uma nova sequência de faixas; esta versão também foi lançada no formato CD, em 7 de outubro de 2014, pela Legacy e Columbia Records.
Streisand gravou originalmente as músicas "Have Yourself a Merry Little Christmas", "The Christmas Song (Chestnuts Roasting on an Open Fire)", "The Best Gift", "I Wonder as I Wander", "Sleep in Heavenly Peace (Silent Night)", "Jingle Bells?", "My Favorite Things", "O Little Town of Bethlehem", "White Christmas", "Gounod's Ave Maria" e "The Lord's Prayer" para seu álbum de Natal de 1967, A Christmas Album.
As faixas "I'll Be Home for Christmas", "A Christmas Love Song", "It Must Have Been the Mistletoe", "I Remember", "Snowbound", "Christmas Lullaby", "Christmas Mem'ries", "What Are You Doing New Year's Eve?", "Ave Maria Op. 52 No. 6" e "One God" são de seu álbum de 2001, intitulado Christmas Memories.

## Recepção crítica
| Críticas profissionais | Críticas profissionais |
| Avaliações da crítica  | Avaliações da crítica  |
| Fonte                  | Avaliação              |
| ---------------------- | ---------------------- |
| AllMusic 2013 version  | [ 5 ]                  |
| AllMusic 2014 version  | [ 6 ]                  |

A recepção da crítica especializada em música foi favorável.
Em relação ao lançamento inicial de 2013, Steve Leggett, do site estadunidense AllMusic, avaliou The Classic Christmas Album com três estrelas e meia de cinco, embora tenha ironizado o fato de como é simples criar um álbum com temática de férias de fim de ano em um curto período de tempo.
Para a versão digital de 2013 e o lançamento físico de 2014, Stephen Thomas Erlewine, da mesma publicação, deu a mesma classificação e escreveu: "isso se encaixa bem porque é impecavelmente organizado, produzido e executado e, como contém a maior parte de cada registro de natal e festas de ano novo de Barbra, o preço é uma boa pechincha."

## Desempenho comercial
Nos Estados Unidos, estreou no número 150 na parada Billboard 200 na semana que terminou em 30 de novembro de 2013. Na publicação seguinte caiu para o número 152 e na semana seguinte passou para o número 193. No entanto, em 21 de dezembro do mesmo ano, subiu e atingiu o número 95 na lista, aumentando sua posição em 98 posições. Passou mais duas semanas na lista da publicação antes de sair completamente do gráfico. Além de seu tempo gasto na Billboard 200, apareceu na posição de número 75 no gráfico componente Top Current Albums, que classifica os álbuns mais vendidos da semana nos Estados Unidos. Na parada de álbuns de natal, estreou e alcançou no número 2, bloqueado do primeiro lugar pelo álbum de compilação Now That's What I Call Christmas! (2001).
Durante a temporada de férias seguinte, em 2014, estreou no gráfico componente Top Catalog Albums, onde atingiu o número 28 na semana que terminou em 3 de janeiro de 2015. Voltou a entrar em várias paradas. No número 159 na Billboard 200, reaparecendo junto com o álbum de Natal de Streisand de 1967, A Christmas Album, que aparecera no número 194. Até o momento, passou 11 semanas no gráfico. Fora da América do Norte, atingiu o número 93 na República Tcheca.

## Lista de Faixas
| The Classic Christmas Album – Edição de 2013 |                                                           |         |  |
| N.º                                          | Título                                                    | Duração |  |
| 1.                                           | "Have Yourself a Merry Little Christmas"                  | 3:11    |  |
| 2.                                           | "The Christmas Song (Chestnuts Roasting on an Open Fire)" | 3:58    |  |
| 3.                                           | "I'll Be Home for Christmas"                              | 4:13    |  |
| 4.                                           | "A Christmas Love Song"                                   | 3:58    |  |
| 5.                                           | "The Best Gift"                                           | 3:11    |  |
| 6.                                           | "It Must Have Been the Mistletoe"                         | 3:11    |  |
| 7.                                           | "I Remember"                                              | 4:58    |  |
| 8.                                           | "I Wonder as I Wander"                                    | 3:16    |  |
| 9.                                           | "Sleep in Heavenly Peace (Silent Night)"                  | 3:04    |  |
| 10.                                          | "Snowbound"                                               | 3:01    |  |
| 11.                                          | "Jingle Bells?"                                           | 1:54    |  |
| 12.                                          | "My Favorite Things"                                      | 3:06    |  |
| 13.                                          | "Christmas Lullaby"                                       | 3:31    |  |
| 14.                                          | "O Little Town of Bethlehem"                              | 2:55    |  |
| 15.                                          | "Christmas Mem'ries"                                      | 4:47    |  |
| 16.                                          | "White Christmas"                                         | 3:03    |  |
| Duração total:                               | Duração total:                                            | 55:17   |  |

| The Classic Christmas Album – Edição digital de 2013 & edição física de 2014 |                                          |         |  |
| N.º                                                                          | Título                                   | Duração |  |
| 1.                                                                           | "Jingle Bells?"                          | 1:54    |  |
| 2.                                                                           | "I'll Be Home for Christmas"             | 4:13    |  |
| 3.                                                                           | "Sleep in Heavenly Peace (Silent Night)" | 3:04    |  |
| 4.                                                                           | "What Are You Doing New Year's Eve?"     | 3:54    |  |
| 5.                                                                           | "My Favorite Things"                     | 3:06    |  |
| 6.                                                                           | "Ave Maria Op. 52 No. 6"                 | 3:25    |  |
| 7.                                                                           | "I Remember"                             | 4:58    |  |
| 8.                                                                           | "One God"                                | 3:39    |  |
| 9.                                                                           | "Christmas Lullaby"                      | 3:31    |  |
| 10.                                                                          | "The Best Gift"                          | 3:11    |  |
| 11.                                                                          | "I Wonder as I Wander"                   | 3:16    |  |
| 12.                                                                          | "Snowbound"                              | 3:01    |  |
| 13.                                                                          | "Christmas Mem'ries"                     | 4:47    |  |
| 14.                                                                          | "Gounod's Ave Maria"                     | 3:26    |  |
| 15.                                                                          | "The Lord's Prayer"                      | 2:43    |  |
| Duração total:                                                               | Duração total:                           | 52:08   |  |

## Tabelas

### Tabelas semanais
| Tabela musical (2013–2016)          | Melhor posição |
| ----------------------------------- | -------------- |
| República Tcheca (ČNS IFPI)         | 93             |
| Estados Unidos (Billboard 200)      | 95             |
| Estados Unidos (Top Catalog Albums) | 28             |
| US Top Current Albums (Billboard)   | 75             |
| Estados Unidos (Top Holiday Albums) | 2              |